# Nordisk museologi
Nordisk Museologi er et nordisk tidsskrift, der er et  forum for aktuel og kritisk videnskabelig debat inden for de nordiske museums- og kulturarvsområder og beskæftiger sig med emner og temaer inden for museologi, kunst, natur- og kulturarv. Tidsskriftet, der har eksisteret siden 1993,  udkommer to gange årligt med bidrag fra mange professioner og fagligheder, og har  peer review. Hovedredaktør er Brita Brenna. Tidsskriftet er støttet af   Nordisk samarbeidsnemnd for humanistisk og samfunnsvitenskapelig forskning . 

## Eksterne kilder og henvisninger
1. ↑  "Editors". Arkiveret fra originalen 28. maj 2015. Hentet 6. august 2015.
2. ↑  "Nordisk samarbeidsnemnd for humanistisk og samfunnsvitenskapelig forskning". Arkiveret fra originalen 28. september 2015. Hentet 28. marts 2022.

- Tidsskriftets hjemmeside